# Louetsi-Wano
Louetsi-Wano ist ein Departement in der Provinz Ngounié in Gabun und liegt im Südwesten des Landes. Das Departement hatte 2013 etwa 9800 Einwohner.

## Gliederung
- Lébamba